# Gmina Straža
Straža – gmina w Słowenii. W 2002 roku liczyła 3661 mieszkańców.

## Miejscowości
Miejscowości wchodzące w skład gminy Straža:
- Dolnje Mraševo
- Drganja sela
- Jurka vas
- Loke
- Podgora
- Potok
- Prapreče pri Straži
- Rumanja vas
- Straža – siedziba gminy
- Vavta vas
- Zalog